# Csoma-Szabadi vasútállomás
Csoma-Szabadi vasútállomás egy Somogy vármegyei vasútállomás Csoma településen, a MÁV üzemeltetésében.
A belterület délnyugati szélén helyezkedik el, a másik névadó településtől, Szabaditól bő fél kilométerre délkeletre (az állomás legnyugatibb létesítményei már Szabadi területén állnak). Csoma központjával, a 61-es főút felől önkormányzati utak kapcsolják össze, Szabadi felől csak egy gyalogúton érhető el.
2022. december 11-étől a vonatok nem állnak meg az állomáson.

## Vasútvonalak
Az állomást az alábbi vasútvonalak érintik:
- Dombóvár–Gyékényes-vasútvonal

## Kapcsolódó állomások
A vasútállomáshoz az alábbi állomások vannak a legközelebb:
- Attala megállóhely (Dombóvár–Gyékényes-vasútvonal)
- Nagyberki megállóhely (Dombóvár–Gyékényes-vasútvonal)